# Balaustion
Balaustion (лат.) — монотипный род цветковых растений семейства Миртовые (Myrtaceae). Единственный вид — Balaustion pulcherrimum, эндемик австралийского штата Западная Австралия, встречается в юго-западной части этого штата на пустынных пустошах. Изредка культивируется.

## Название
Название Balaustion взято у древнегреческий врача и фармаколога Диоскорида (I век нашей эры) — он использовал его для обозначения цветков дикого граната.
Английское общеупотребительное название этого растения — native pomegranate («дикий гранат»).

## Биологическое описание
Balaustion pulcherrimum — вечнозелёный распростёртый кустарник высотой от нескольких сантиметров до 15—60 см и диаметром до 1 метра.
Листья без прилистников; плоскые, узко-яйцевидные, мелкие (длиной от 2 до 5 мм), супротивные, черешковые, с мелкими желёзками, имеющими форму точек. Опушение на листьях отсутствует.
Цветки одиночные, длиной от 1,7 до 2,5 см, пазушные, пятимерные, двуполые. Околоцветник двойной, с отчётливым разделением на чашечку и венчик. Чашечка — колбовидная, красного или розового цвета, из пяти листочков, расположенных в один круг. Венчик — из пяти расположенных в один круг лепестков того же цвета, что и чашечка. Число членов андроцея не фиксированное, обычно он состоит из 30—40 тычинок. Гинецей синкарпный, состоит из трёх плодолистиков. Опыление проходит с помощью насекомых или птиц. Растение цветёт от весны до лета.
Плод — сухая раскрывающаяся коробочка. Семена со слабо развитым эндоспермом.

## Систематика
Ранее в этот род включали также вид Balaustion microphyllum C.A.Gardner, сейчас его помещают в род Cheyniana и его правильным названием считается Cheyniana microphylla (C.A.Gardner) Rye.

### Синонимы
В синонимику рода Balaustion входят следующие названия:
- Cheynia J. Drumm. ex Harv. (1855)
- Punicella Turcz. (1852)

В синонимику вида Balaustion pulcherrimum входят следующие названия:
- Cheynia pulchella Harv. (1855)
- Punicella carinata Turcz. (1852)

## В литературе
В 2008 году в Челябинске был опубликован роман Сергея Конарева «Балаустион» в жанре альтернативной истории. Цветок с этим именем является в романе символом крови и разрушения, а время начала его цветения, согласно преданию, «грянет погибельным часом, жестокой прольётся бедою, вспыхнет огнём, разойдётся чумой и оплатится щедро кровью великой, страданьями, голодом, смертью».